# Prosechamyiidae
Prosechamyiidae zijn een uitgestorven familie uit de orde van de tweevleugeligen (Diptera), onderorde vliegen (Brachycera). Wereldwijd omvat deze familie zo'n 1 geslacht en 2 soorten.

## taxonomie
De volgende taxa worden bij de familie ingedeeld:
- Geslacht Prosechamyia Blagoderov & Grimaldi, 2007
  - Prosechamyia dimedia Blagoderov & Grimaldi, 2007
  - Prosechamyia trimedia Blagoderov & Grimaldi, 2007